# Signhild Häller
Signhild Viktoria Häller, född 7 juli 1896 i Örgryte församling, Göteborg, död 14 juni 1978 i Annedals församling, Göteborg, var en svensk textilkonstnär och författare.
Hon var dotter till grosshandlaren James Svensson och Maria Larsson samt gift med direktören Lambert Häller (1891–1974). Hon studerade konst vid Slöjdföreningens skola i Göteborg och på Valands målarskola. Separat ställde hon bland annat ut i Strömstad, Uddevalla, Lysekil, Ljungskile och på Dingle folkhögskola. Hon medverkade i ett flertal konsthantverksutställningar på Röhsska museet och andra samlingsutställningar i Göteborgstrakten. Hon arbetade främst med bildbroderi men komponerade även mönster för vävnader. För Annedalskyrkan utförde hon två antependier i röllakan och för Masthuggskyrkan skapade hon broderiet Härlig är jorden. Hon var i sina tidigare arbeten starkt influerad av Ingeborg Wettergrens subtila konst men ändrade formspråk efter en studieresa till Frankrike och Belgien där särskilt medeltidens konst fängslade henne. Hon var även verksam som författare och skrev ett flertal dikter varav några utgavs i bokform. Makarna Häller är begravda på Kvibergs kyrkogård i Göteborg.